# Levin Öztunalı
Levin Öztunalı (ur. 15 marca 1996 w Hamburgu) – niemiecki piłkarz występujący na pozycji pomocnika. Wychowanek Hamburgera SV, w swojej karierze grał także w takich zespołach jak Bayer 04 Leverkusen oraz Werder Brema. Ze strony ojca ma pochodzenie tureckie, a jego dziadkiem był Uwe Seeler.

## Statystyki kariery
(aktualne na dzień 23 stycznia 2016)
| Klub                | Sezon              | Liga               | Liga  | Liga   | Puchar Niemiec | Puchar Niemiec | Europa | Europa | Suma  | Suma   |
| Klub                | Sezon              | Liga               | Mecze | Bramki | Mecze          | Bramki         | Mecze  | Bramki | Mecze | Bramki |
| ------------------- | ------------------ | ------------------ | ----- | ------ | -------------- | -------------- | ------ | ------ | ----- | ------ |
| Bayer 04 Leverkusen | 2013/14            | Bundesliga         | 9     | 0      | 0              | 0              | 0      | 0      | 9     | 0      |
| Bayer 04 Leverkusen | 2014/15            | Bundesliga         | 6     | 0      | 1              | 0              | 1      | 0      | 8     | 0      |
| Werder Brema (wyp.) | 2014/15            | Bundesliga         | 16    | 1      | 1              | 0              | –      | –      | 17    | 1      |
| Werder Brema (wyp.) | 2015/16            | Bundesliga         | 25    | 1      | 4              | 0              | –      | –      | 29    | 1      |
| 1. FSV Mainz 05     | 2016/17            | Bundesliga         | 0     | 0      | 0              | 0              | 0      | 0      | 0     | 0      |
| Ogólnie w karierze  | Ogólnie w karierze | Ogólnie w karierze | 56    | 2      | 6              | 0              | 1      | 0      | 63    | 2      |

## Sukcesy

### Indywidualne
- Medal Fritza Waltera: Srebro w 2014 (U-18)[a]